# Barendrecht
Barendrecht est un village et une commune néerlandaise dans la province de la Hollande-Méridionale.
Le 1er novembre 2013, la commune de Barendrecht comptait 47 313 habitants.

## Géographie

### Communes limitrophes
|               | Rotterdam      | Ridderkerk  |
| Albrandswaard | Barendrecht    |             |
|               | Hoeksche Waard | Zwijndrecht |

## Politique et administration

### Liste des bourgmestres successifs
| Portrait                                                                | Identité                                                 | Période | Période                               | Durée  | Étiquette                                          | Fonction |
| Portrait                                                                | Identité                                                 | Début   | Fin                                   | Durée  | Étiquette                                          | Fonction |
| ----------------------------------------------------------------------- | -------------------------------------------------------- | ------- | ------------------------------------- | ------ | -------------------------------------------------- | -------- |
| Gerrit van Hofwegen                                                     | Gerrit van Hofwegen (d) (12 avril 1920 - 5 juin 1981)    | 1968    | 5 juin 1981 (mort en cours de mandat) | 13 ans | Parti antirévolutionnaire Appel chrétien-démocrate |          |
| Pas de portrait sous licence libre disponible pour Jacob van den Brink. | Jacob van den Brink (d) (20 août 1937 - 28 février 1989) | 1982    | 1989                                  | 7 ans  | Appel chrétien-démocrate                           |          |
| Pas de portrait sous licence libre disponible pour Thieu van de Wouw.   | Thieu van de Wouw (d) (20 juin 1940 - 23 mars 2009)      | 1989    | 2005                                  | 16 ans | Appel chrétien-démocrate                           |          |
| Pas de portrait sous licence libre disponible pour Jan van Belzen.      | Jan van Belzen (d) (né le 26 août 1954)                  | 2005    | 2021                                  | 16 ans | Parti politique réformé                            |          |
| Pas de portrait sous licence libre disponible pour Govert Veldhuijzen.  | Govert Veldhuijzen (d) (né le 8 juillet 1955)            | 2021    | 2023                                  | 2 ans  | Appel chrétien-démocrate                           |          |
| Pas de portrait sous licence libre disponible pour Ronald Schneider.    | Ronald Schneider (d) (né le 6 décembre 1962)             | 2023    | En cours                              | 2 ans  | indépendant                                        |          |

## Population
Évolution de la population 

3 416 (1909)
3 905 (1920)
4 999 (1930)
6 986 (1947)
8 809 (1960)
13 488 (1971)
17 215 (1980)
20 202 (1990)
30 976 (2000)
46 831 (2010)
47 844 (1er janvier 2016)
48 344 (1er janvier 2017)
48 477 (1er janvier 2018)
48 673 (1er janvier 2019)
48 714 (1er janvier 2020)
48 643 (1er janvier 2021)
Évolution du nombre de ménages 

18 367 (1er janvier 2010)
18 488 (1er janvier 2011)
18 762 (1er janvier 2013)
18 503 (1er janvier 2014)
18 614 (1er janvier 2015)

## Personnalités
Inge de Bruijn (1973-), quadruple championne olympique de natation.